# Бернар Льо Бовие дьо Фонтенел
Бернар Льо Бовие дьо Фонтенел (на френски: Bernard Le Bovier de Fontenelle), известен и като Бернар Льо Буйе дьо Фонтенел, е френски писател и влиятелен член на три от академиите на Френския институт, като отличителна черта е достъпният му прочит на научни теми по време на Просвещението. Племенник е на Пиер Корней.

## Биография
Фонтенел е роден в Руан, Франция (тогава столица на Нормандия) и умира в Париж само един месец преди 100-ия си рожден ден. Майка му е сестра на великите френски драматурзи Пиер и Томас Корней. Баща му, Франсоа Льо Бовие дьо Фонтенел, е адвокат, който работи в провинциалния съд на Руан и произхожда от семейство на адвокати от Алансон.
В началото твори като поет. Фонтенел пише стихотворение на латински на 13-годишна възраст и няколко пъти се състезава безуспешно за наградите на Френската академия. Той посещава Париж от време на време и се сприятелява с абата на Сен Пиер, абат Рене-Обер Верто и математика Пиер Вариньон. През 1680 г. той става свидетел на пълния провал на своята трагедия „Аспар“. След своеобразната обществена присъда Фонтенел изгаря злощастната си драма. Неговото либрето за Тетида и Пелей от Паскал Колас, чиято премиера е в Парижката опера през януари 1689 г., е прието с голямо одобрение. Неговите „Lettres galantes du chevalier d'Her ...“, публикувани анонимно през 1685 г., са колекция от писма, описващи светското общество от онова време. Те оставят своя отпечатък във френската литература. През 1686 г. използваната алегория за Рим и Женева, свързана със съперничещите си принцеси Мрео и Енегу във „Връзката на остров Борнео“, дава доказателство за неговите дръзки позиции по религиозните въпроси. Със своите „Нови диалози на смъртта“ (1683) Фонтенел успява да се наложи като добър писател.
Той остава влиятелен и в по-напреднала възраст. Когато неизвестният тогава Жан-Жак Русо го среща през 1742 г. (Фонтенел е на 85 години), той му дава съвета, който дава на всички млади писатели, които идват при него: „Трябва смело да предлагате челото си за лаврови венци и носа си за удари."